# 科尼河畔新城
科尼河畔新城（法語：Villeneuve-sur-Conie，法語發音：[vilnœv syʁ kɔni]）是法国卢瓦雷省的一个市镇，位于该省西北部，属于奥尔良区。

## 地理
科尼河畔新城（48°2'41"N, 1°39'3"E）面积17.97 平方千米，位于法国中央-卢瓦尔河谷大区卢瓦雷省，该省份为法国中北部省份，北起埃松省，西北接厄尔-卢瓦省，西南接卢瓦-谢尔省，南至涅夫勒省和谢尔省，东临约讷省，东北接塞纳-马恩省。
与科尼河畔新城接壤的市镇（或旧市镇、城区）包括：吉永维尔、佩龙维尔、拉沙佩勒翁兹兰、帕泰、圣佩拉维拉科隆布、图尔努瓦西。

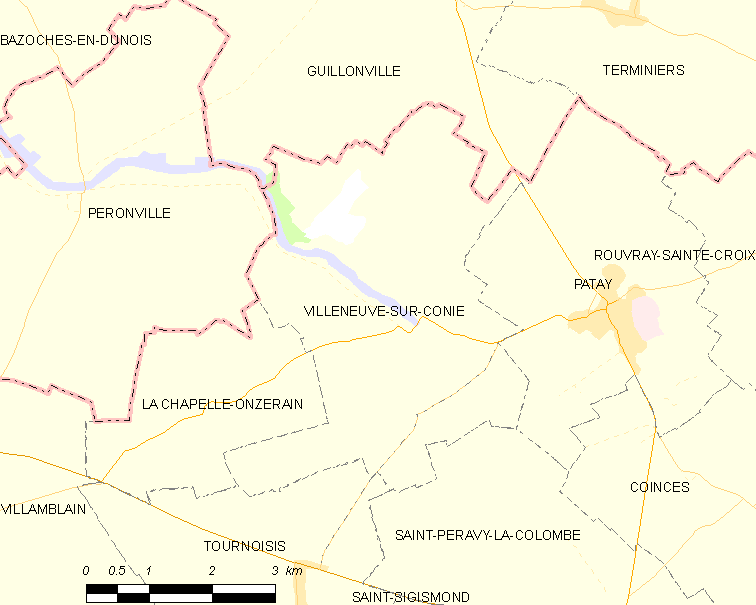
科尼河畔新城的OSM定位图

科尼河畔新城的时区为UTC+01:00、UTC+02:00（夏令时）。

## 行政
科尼河畔新城的邮政编码为45310，INSEE市镇编码为45341。

## 政治
科尼河畔新城所属的省级选区为卢瓦尔河畔默恩县。

## 人口

1962-2008年间科尼河畔新城人口变化图示

科尼河畔新城于2022年1月1日时的人口数量为192人。